# Robert Falkenburg
Robert "Bob" Falkenburg (Nova Iorque, 29 de janeiro de 1926 – Santa Ynez, 6 de janeiro de 2022) foi um tenista e empresário norte-americano com fortes ligações com o Brasil. Foi campeão de tênis no torneio de Wimbledon em 1948. Posteriormente tornou-se um bem-sucedido empresário norte-americano com atuação no Brasil.

## Biografia
Bob Falkenburg nasceu em Nova Iorque, em 29 de janeiro de 1926 e cresceu em Los Angeles, Califórnia, em uma família de jogadores de tênis. Seus pais, Eugene "Genie" Lincoln Falkenburg (um engenheiro envolvido na construção do Hoover Dam e na construção de hidrelétricas) e Marguerite "Mickey" Crooks Falkenburg eram tenistas amadores. Enquanto empregado pela Westinghouse, Eugene foi transferido para a América do Sul, para onde se mudou com sua esposa e três filhos para São Paulo. Lá Mickey ganhou o campeonato de tênis ocorrido em 1927. Mickey estava sempre envolvida no tênis. No livro O Jogo: Meus 40 anos de Tênis, o renomado campeão de tênis Jack Kramer escreveu que Mickey Falkenburg foi "a primeira pessoa a sugerir-lhe a idéia de uma liga de equipe de tênis", uma liga que mais tarde ele criou. A irmã de Bob, Jinx Falkenburg, uma famosa estrela de cinema / modelo americano também foi jogadora de tênis amador e seu irmão Tom teve uma carreira bem-sucedida de tênis também.
Bob começou a jogar tênis em 1936, quando ele tinha dez anos de idade. À semelhança de outros tenistas conhecidos do Sul da Califórnia, ele frequentemente jogava no Los Angeles Tennis Club, em Hollywood, que era localizado muito perto da casa da família. Bob também jogou no Bel-Air Country Club, onde venceu o torneio de tênis júnior em 1937 aos 11 anos de idade. Como um jovem, Bob participava em diferentes torneios ao redor da cidade.

## Carreira no tênis
Em 1942 e 1943, enquanto estudava na Fairfax High School, Bob ganhou o título de simples da National Interscholastic e conquistou o título nacional de duplas com seu irmão, Tom. Em 1943, Bob tornou-se campeão de simples em Los Angeles. No ano seguinte, ele venceu a coroa de duplas dos Estados Unidos com Don McNeill em Forest Hills, NY.
Em 1943, Bob se tornou um dos jogadores mais jovens a entrar na lista de amadores US Top 10. Ele permaneceu nos US Top 10 por 5 anos, enquanto ele foi classificado como  Mundial No. 7 (seu posto mais alto) por John Olliff do The Daily Telegraph.
De 1944 a 1945, durante a Segunda Guerra Mundial, ele serviu no exército como cadete do ar. No entanto, sendo alistado no serviço não parou completamente a carreira no tênis e ele continuou a jogar de vez em quando, enquanto na Força Aérea. Em 1946, enquanto estudava na Universidade do Sul da Califórnia, ele venceu os títulos da NCAA individuais e duplas. Ele se juntou novamente com seu irmão Tom Falkenburg vencendo a final da NCAA duplas.
Bob era muito ágil e era conhecido por seus saques potentes. Com 20 anos, ele foi considerado como tendo "o mais rápido serviço no tênis."
Em 1950, mudou-se para o Rio de Janeiro com a mulher, Lourdes Mayrink Veiga Machado, com quem casara três anos antes.
Passou então a defender o Brasil nos torneios de tênis que disputou. Defendeu a Equipe Brasileira de Copa Davis nos anos de 1954 e 1955.

### Títulos em Winbledon
Em 1947, fez par com Jack Kramer e juntos ganharam o título de duplas de Wimbledon. Um ano depois, em 1948, Falkenburg atingiu o auge de sua carreira no tênis ao vencer o campeonato de simples de Wimbledon. Ele ganhou a aclamada coroa do tênis, depois de vencer 3 de 5 sets contra o australiano John Bromwich, que depois de ter vencido o quarto set, estava confiante de que ele iria bater Falkenburg. Bromwich teve três match points em 5-3 no quinto set, mas Falkenburg abriu caminho para fazer algo que os jogadores de tênis raramente conseguem; ele salvou os três match points e acabou por vencer por 7-5 no quinto set.
Falkenburg venceu Wimbledon porque ele não era apenas um grande jogador de tênis, mas um grande estrategista. O também tenista Tom Brown, que foi vice-campeão no Torneio de Wimbledon de 1947 descreveu a abordagem competitiva do Bob: "Ele iria rever a situação, descobrir o que era provável, e arriscar."

### Entrada em Hall da Fama
Falkenburg foi introduzido em inúmeros Halls da Fama, incluindo o International Tennis Hall of Fame em 1974, o Intercollegiate Tennis Hall of Fame em 1985, o Fairfax High School Hall of Fame em 1999, a USC Hall of Fame em 2009 e o Southern California Tennis Association Hall of Fame em 2010.

## Família
Em novembro de 1946, Falkenburg viajou para Rio de Janeiro, Brasil, para um torneio de tênis, onde conheceu a brasileira Lourdes "Lou" Mayrink Veiga Machado; eles se casaram em 1947. Eles têm dois filhos, Robert Falkenburg II (Foi casado com a atriz e modelo brasileira Sílvia Bandeira) e Claudia Falkenburg, que é a esposa do produtor de televisão e filmes Andrew Solt. Falkenburg tem quatro netos: Talitha e Robert Falkenburg III; e Joshua (Leslie) e Dakota Falkenburg Solt Locke (Taylor Locke). Ele também tem quatro bisnetos, Anthony e Patrick Falkenburg; Finley James e Maddox William Solt.[carece de fontes?]

## A rede Bob's
A Falkenburg foi oferecido um contrato profissional de tênis de cem mil dólares ao ano. No entanto, ele se recusou e, em vez disso, decidiu abrir um negócio de sorvetes e fast food no Brasil. Com dez mil dólares e algumas máquinas de sorvete que ele trouxe dos Estados Unidos, ele abriu sua loja de sorvetes. Não foi fácil para ele começar seu negócio. Ele encontrou inúmeras restrições de importação, o governo brasileiro não lhe permitia importar os ingredientes para fazer sorvete. Ele, então, descobriu como fazer suas próprias misturas para sorvetes e coberturas. Enfrentando muitos obstáculos para abrir seu negócio no Rio de Janeiro, Falkenburg nunca desistiu de sua ideia. Logo após a abertura da primeira loja de sorvete perto da famosa praia de Copacabana, em 1952, seu negócio se tornou um enorme sucesso. Falkenburg foi a primeira pessoa a produzir sorvete ao leite cremoso (whipped ice cream) no Brasil.
Um ano depois, a sorveteria se tornou um restaurante fast food. O restaurante, chamado Bob's, foi o primeiro restaurante fast food na América do Sul. O famoso menu do Bob's inclui comida tradicional americana, como hambúrgueres, cachorros-quentes, milkshakes e sundaes. Como ele ofereceu novos sabores e um visual moderno, Bob's tornou-se imediatamente um sucesso entre as celebridades brasileiras, tornando o Bob's a empresa do setor alimentar mais próspera no Brasil e dando lucros a Falkenburg muito maiores do que o que ele teria feito como um jogador de tênis profissional. Hoje, o Bob's tem mais de 1 000 lojas no Brasil, bem como franquias em 4 outros países.

## Carreira no golfe
Falkenburg não só encontrou o sucesso no tênis e na indústria de fast food, mas ele também teve uma carreira bem-sucedida de golfe amador. Ele jogou em muitos campeonatos de golfe internacionais e ganhou o campeonato amador brasileiro três vezes. Ele participou de torneios de golfe de renome, incluindo o Bob Hope Desert Classic, onde a sua equipe venceu em 1967; o Bing Crosby Pro-Am em Pebble Beach, onde jogou várias vezes; a Copa Eisenhower, onde jogou para o Brasil, em Roma, em 1964, a Cidade do México em 1966 e Melbourne em 1968; e do Golf Championship British Amateur, onde liderou o contingente americano na primeira pré-eliminatória depois de ter um hole-in- um em Carnoustie, Escócia. Bob teve um total de catorze buracos-in-one durante a sua vida. Ele também participou como um amador em vários campeonatos de golfe europeus na França, Espanha, Alemanha, Suíça, Bélgica e vários países escandinavos.

## Pós-carreira e morte
Em 1972, os Falkenburgs se mudaram de volta para o sul da Califórnia, e em 1974, com 48 anos, ele vendeu a cadeia "Bob's" (que na época tinha doze lojas) para a Libby do Brasil (posteriormente adquirida pela Nestlé). Aposentou-se em Los Angeles, Bob passou muito tempo jogando golfe no Bel-Air Country Club, onde ele costumava jogar com o ex-jogador do Los Angeles Lakers e bom amigo Jerry West e outros. Mais tarde Falkenburg tornou-se o presidente do clube. Residiu em Santa Ynez, no Condado de Santa Barbara, Califórnia.
Falkenburg morreu em 6 de janeiro de 2022, aos 95 anos de idade, em Santa Ynez.

## Finais de Grand Slam

### Simples
Títulos (1)
| Resultado | Ano  | Campeonato | Oponente na final | Placar na final         |
| Vencedor  | 1948 | Wimbledon  | John Bromwich     | 7–5, 0–6, 6–2, 3–6, 7–5 |

### Duplas
Títulos (2), Derrotas (1)
| Resultado | Ano  | Campeonato         | Parceiro    | Oponentes na final          | Placar na final         |
| Vencedor  | 1944 | U.S. Championships | Don McNeill | Pancho Segura Bill Talbert  | 7–5, 6–4, 3–6, 6–1      |
| Perdedor  | 1945 | U.S. Championships | Jack Tuero  | Gardnar Mulloy Bill Talbert | 10–12, 10–8, 10–12, 2–6 |
| Vencedor  | 1947 | Wimbledon          | Jack Kramer | Tony Mottram Bill Sidwell   | 8–6, 6–3, 6–3           |